# Идзиев, Ильяс Магомедович
Ильяс Магомедович Идзиев (1 октября, 1938, Урахи, Сергокалинский район, Дагестанская АССР) — советский и российский даргинский поэт, песенник, врач и публицист.

## Биография
Ильяс Идзиев родился 1 октября, в 1938 году в селе Урахи Сергокалинского района Дагестанской АССР. По национальности — даргинец.
Отец, Магомед Идзиев — Участник Великой Отечественной войны. Награждён орденом Отечественной войны II степени.
В 1958 году окончил Урахинскую среднюю школу, далее политехническое училище.
С 1962—1965 г.г — учёба в Дагмедтехникуме по специальности: «зубной врач»

## Деятельность
С 1960—1962 г.г — слесарь Дагестанского завода электротермического оборудования.
С 1965—1973 г.г — врач-стоматолог в Каякентском и Ногайском районах.
С 1973—1975 г.г — врач спасательной станции МЧС в г. Избербаш.
С 1975—1979 г.г — начальник спасательной станции МЧС в г. Избербаш.
С 1975—1984 — председатель спортивного общества «Спартак» г. Избербаш.
С 1990—1993 г.г — депутат Избербашского городского совета народных депутатов ДАССР.
С 1984—1996 г.г — слесарь, сварщик Дагестанского завода электротермического оборудования.
Некоторое время работал в Избербашском народном театре.
С 1996 года — пенсионер, проживает в городе Избербаш Республики Дагестан.
Женат на сельчанке Гульжанат Идзиевой, отец пятерых детей и дедушка 17 внуков.

## Творчество
Первые произведения Идзиева были опубликованы в 1960-е годы. Печатался в Республиканских и в районных газетах «Дагестанская правда», «Замана», «К изобилию», «Наш Избербаш». Его произведения звучали на Даггостелерадио и звучат на вещании Республиканского телевидения ГТРК и РГВК «Дагестан». В даргинской эстраде звучат произведения более 300 песен на слова автора в исполнении Заслуженных артистов РФ, Народных артистов РД, Заслуженных артистов РД и более 50 исполнителей. Издал 7 книг (поэтические сборники, более 1400 стихов), среди известных «Порыв к звёздам» (2003), двухтомник «Весна молодости» (2005), «Туманар» (2019), «Подарок судьбы» (2020), «Сердце поэта» (2021).

## Награды и премии
- Указом Президиума Верховного Совета СССР от 30 января 1974 г. награждён медалью «За спасение утопающих»,
- Указом Президиума Верховного Совета СССР от 1 января 1989 г. награждён медалью «Ветеран труда».
- Почётная Грамота Избербашского Горкома КПСС.
- Отличник Гражданской обороны СССР.